# 明音
明音（あかね）は、日本のイラストレーター、漫画家。『電撃マオウ』（アスキー・メディアワークス）にて『ぷちます! -PETIT IDOLM@STER-』を連載中。大阪府出身および在住。

## 概要
- 元々の本業はゲームセンター勤務だったのだが、店舗が2011年に閉店した為、現在の本業は不明。
- 水墨画のような力強いタッチで、メリハリのある色彩溢れるイラストや愛らしいタッチのイラストを描く。
- 現在は主に『THE IDOLM@STER』関係の仕事が多い。
- 性別は公にしていないが、先述のゲームセンター勤務時代の目撃談や2012年に開催された電撃20年祭でのサイン会で男性という事が明らかになっている。ちなみに一人称は俺。
- 自画像は狐のお面をつけたもので、その下の顔は美形で描かれている。
- 「毎度会う人に修行僧と言われる」「東京に来る時でも手ぶらにサンダルでやってくる」とのこと。

## 主な仕事
- そら色メモリーズ - 原画
- えびすソフト - Webサイトマスコットキャラデザイン
- ぷちます! -PETIT IDOLM@STER-（電撃マオウ2008年7月号 - 連載中）
- ファミソン8BIT☆アイドルマスターシリーズ - ジャケットイラスト
- 流星のアーカディア - 原画
- うーさーのその日暮らし 覚醒編 - エンドイラスト（第8話）
- 逢魔暮らしの奴さん（原作：安堂こたつ、カドコミ2022年12月 - 連載中）